# Atelopus barbotini
Atelopus barbotini er en tudseart i tudsefamilien. Den findes kun i bakkelandskabet i det centrale Fransk Guyana. Arten blev først videnskabeligt beskrevet i 1981 af Jean Lescure. På trods af artens gradvise forsvinden fra naturen er den stadig ikke kommet på listen over truede dyr, derfor bliver de stadig handlet og solgt som eksklusive kæledyr til omtrent 100 amerikanske dollars stykket. Tudserne er sorte med røde til lilla mønstre, på maven er de rødlige med sorte mønstre. Hannerne bliver ca. 2,5 cm lange og hunnerne bliver 3,5 cm lange. Hvis tudsen konserveres i alkohol, skifter den sorte farve til brun, mens de rødlilla farver bliver hvide.